# نهج زرقون

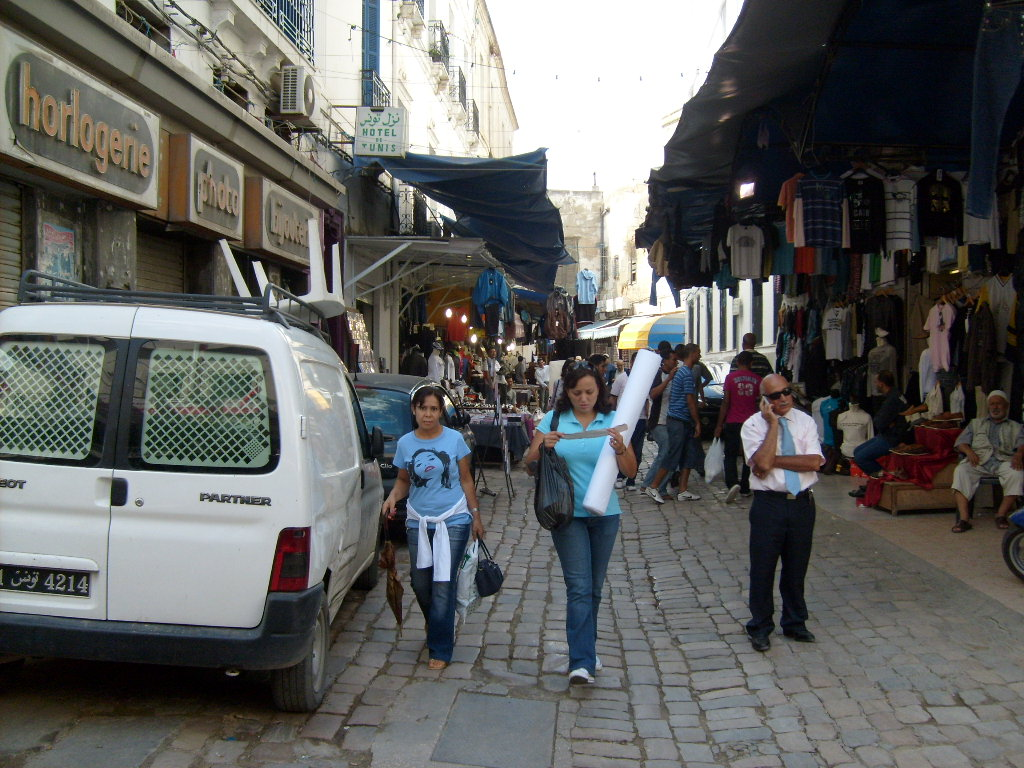
نهج زرقون

نهج زرقون هو زقاق وسط العاصمة التونسية كان في القديم يسكنه غالبية اليهود أما ألان فيه العديد من المحال لبيع الملابس الجيدة والفاخرة ذات الماركات العالمية.